# ضفيرة كيسلباخ

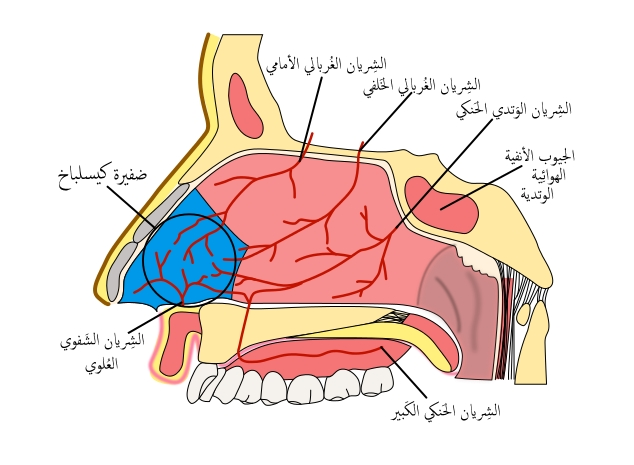
ضَفيرة كيسلباخ

ضَفيرة كِيسِلباخ(بالإنجليزية: Kiesselbach's plexus)‏ وهيَ ضَفيرة شريانية تَقع في مَنطقة كِيسِلباخ (مُثلث كِيسِلباخ أو منطقة ليتل) المُتَمَثِلة بِالمَنطقة الأمامية السُفلية للحاجِز الأنفي، وَيحدث في هذه المَنطقة تَفاغُر بينَ خَمسة شرايين لِتكوين هذه الضَفيرة، والشَرايين هيَ:
- الشِريان الوَتدي الحَنكي (Sphenopalatine artery): وَهوَ أحد التَفرعات النِهائية لجُزء الشَريان الفَكي العُلوي الثالث.
- الفِرع العُلوي للشِريان الحَنكي الكَبير (Greater palatine artery): وَهوَ أحد تَفرعات الشِريان الحَنكي النازل.[توضيح 3]
- الفِرع الحاجزي للشِريان الشَفوي العُلوي (Superior labial artery): وهوَ أحد تَفرعات الشِريان الوَجهي.
- الشِريان الغُربالي الأمامي: وَيتفرع مِن الشِريان العيني.
- الشِريان الغُربالي الخَلفي: وَيتفرع مِن الشِريان العيني.

## الأَهمية
تَكمُن أهمية هذه المَنطقة في كونِها المَنطقة الرئيسية لِحدوث الرُعاف (نزيف الأَنف).

## التاريخ
تَمت تَسمية الضَفيرة على اسم طَبيب الأنف وَالأُذن والحُنجرة الأَلماني ويلهلم كيسلباخ (1839-1902)، حيثُ نَشرَ بحثهُ حولها في عام 1884م، وَلكن يُعتبر الجَراح الأمريكي جيمس ليتل أَول من وَصفَ هذه المَنطقة عام 1879م، حيثُ وَصفها بِأنها "حوالي نِصف إنش ... منَ الحافة السُفلى لِمنتصف العمود الحاجِز"، وَلذلك يَتم تسمية المَنطقة أيضاً بِمنطقة ليتل.

## المَراجع
1. ↑  المُعجم الطَبي، الإصدار الثاني، تَرجمة Kiesselbach's plexus.
2. ↑  تَعريف منطقة كيسلباخ، مَوقع القاموس الطِبي المَجاني، تم الإطلاع عليه بِتاريخ 5 مايو 2016. نسخة محفوظة 25 مارس 2016 على موقع واي باك مشين.
3. ↑  Ken Hun website, Kiesselback's Plexus, 5th May 2016 نسخة محفوظة 15 ديسمبر 2019 على موقع واي باك مشين.
4. ↑  Moore, Keith L. et al. (2014) Clinically Oriented Anatomy, 7th Ed, p.959
5. ↑  Epistaxi, Jeffrey suh & Rohit Garg (American Rhicologic Societ), 5 May 2016. نسخة محفوظة 08 أغسطس 2017 على موقع واي باك مشين.
6. ↑  Doyle، DE (مارس 1986). "Anterior epistaxis: a new nasal tampon for fast, effective control". The Laryngoscope. ج. 96 ع. 3: 279–81. DOI:10.1288/00005537-198603000-00008. PMID:3951304.
7. ↑  Nasal Anatomy في موقع إي ميديسين
8. ↑  Analysis of Epistaxis in Pregnancy, Little, J. L.: A hitherto undescribed lesion as a cause of epistaxis, with 4 cases, Hosp. Gaz., 6:5, March-Dec. 1879. نسخة محفوظة 15 أبريل 2010 على موقع واي باك مشين.

### معلومات
1. ↑  تَعريف الضَفيرة (تشريح): هيَ كُل شَبكة مِن الأَعصاب، أَو الأوردة، أَو الأَوعية الليمفاوية. نسخة محفوظة 08 أغسطس 2015 على موقع واي باك مشين.
2. ↑  التَفاغُر: هوَ الاتصال بين بُنيَتين أُنبوبيتين.
3. ↑  الشَريان الحَنكي النازل: هوَ أحد تَفرعات الجُزء الثالث للشَريان الفَكي العُلوي.

## روابط خارِجية
- الرُعاف. - utmb.edu
- تَشريح الأنف. - emedicine.com
- تَشريح أنفي. - fpnotebook.com